# Danilo Majstorović
Danilo Majstorović (serbisch-kyrillisch Данило Мајсторовић, * 27. Dezember 2001) ist ein serbischer Leichtathlet, der sich auf den Sprint spezialisiert hat.

## Sportliche Laufbahn
Erste internationale Erfahrungen sammelte Danilo Majstorović im Jahr 2023, als er bei der 2. Liga der Team-Europameisterschaft im Rahmen der Europaspiele mit der serbischen 4-mal-100-Meter-Staffel in 39,99 s auf den dritten Platz im B-Lauf gelangte. Anschließend belegte er bei den Balkan-Meisterschaften in Kraljevo in 40,24 s den vierten Platz im Staffelbewerb.
2023 wurde Majstorović serbischer Meister in der 4-mal-100-Meter-Staffel. 

## Persönliche Bestzeiten
- 100 Meter: 10,62 s (+1,1 m/s), 4. Juni 2023 in Belgrad
  - 60 Meter (Halle): 6,87 s, 29. Januar 2023 in Bratislava